# Джон Ленгшо Остін
Джон Ленгшо Остін (англ. John Langshaw Austin; 26 березня 1911, Ланкастер — 8 лютого 1960, Оксфорд) — британський філософ, засновник теорії мовленнєвих актів.
У 1933 закінчив Бейлліол-коледж Оксфордського університету. Подальша наукова кар'єра була тісно пов'язана з Оксфордом — Олл-соулз-коледж, Модлін-коледж, Крайст-Черч-коледж. У віці 30 років під час Другої світової війни служив у розвідці британської армії, отримав декілька бойових нагород. В 1952 році Остін отримав посаду професора філософії у рідному Оксфорді.
Основний предмет філософії для Остіна це аналіз повсякденного мовлення, навіть найбільші філософські проблеми вважаються наслідком недосконалості природної мови.
 численні традиційні філософські складності були наслідками помилки, а саме: за прямі твердження про факти помилково приймалися такі висловлюваноня, які або зовсім не мають сенсу (на особливий, не-граматичний манер), або задумувалися як дещо зовсім інше.
Починаючи з самих елементарних прикладів повсякденного мовлення Остін детально розглядає твердження, які на перший погляд є досить зрозумілими, але насправді утримують зовсім інше значення. Для висловлювань які пов'язані із виконаннями (perform) та дією (action) тверджень він виводить поняття перформативних речень, такі висловлювання є здійсненням дії. Автор відзначає, що деякі перформативи є договірними або оперативними, тобто такі які «забезпечують здійснення угоди», а не просто описують «обставини за яких ця угода здійснюється». Однак саме промовлення слів ще на значить реальне здійснення акту (Наприклад: «Я обіцяю стати твоєю дружиною»), про який в них йдеться, це уможливлюється завдяки відповідним обставинам (юридичний акт, фізична присутність учасників дії тощо).
Автор задається питанням — чи можемо ми припустити, що все інше, що супроводжує «я обіцяю» описується самим висловлюванням, а наявність відповідних обставин свідчить про його істинність, а відсутність — про хибність? Відповідь — ні, бо навіть якщо шлюб не відбудеться, факт і висловлювання обіцянки не буде визнано хибою.
Поряд із перформативними існують констативні висловлювання, які описують деяке положення речей і які мають істинне значення, це ті висловлювання які у логіці розглядаються як стверджувальні.

## Теорія мовленнєвих актів
В ході лекцій прочитаних у межах Джемсівського курсу, а пізніше викладених у праці «Слово як дія», Остін стикається з проблемою розмежування перформативних актів від констативних, саме тому він повертається до витоків своїх роздумів. Первинною одиницею цих роздумів стає мовленнєвий акт.
Сам факт мовлення в повному звичайному сенсі автор пропонує назвати локутивним актом. Прояснення природи локутивного акту має допомогти у розрізненні більш розповсюджених інших актів.
Зазвичай здійснення локутивного акту одночасно є здійсненням ілокутивного акту, щоб визначити який саме ілокутивний акт здійснюється, необхідно встановити яким чином використовуємо локуцію:
- питаючи або відповідаючи
- інформуючи, або попереджаючи, запевняючи
- оголошуючи намір чи рішення
- оголошуючи вирок
- призначаючи, викликаючи або критикуючи
- ототожнюючи або описуючи

Ілокутивні акти здійснюються суб'єктом мовлення з урахуванням опрацьованих в процесі комунікацій норм поведінки, і поряд із описом фактів реальної дійсності, включають обов'язкову цільову установку (ілокутивну силу) і цілий ряд складових, пов'язаних із попереднім осмисленням мовця.
Тобто ілокутивні акти пов'язані із мовцем, позиція адресату мовлення представлена у перлокутивних актах, які відображають ефект, який відбувається завдяки ілокутивному впливу. Ствердження, заперечення, здивування, страх, які виникають у слухача в процесі сприйняття, відносяться до перлокутивних сил. Успіх у досягнення перлокутивного акту залежить від:
- лінгвістичних засобів вираження
- оточення
- особистості суб'єкту сприйняття та ін.

Мовленнєвий акт в такому вигляді постає як результат індивідуального «словотворення», що обумовлене особливостями суб'єкту мовлення.